# Shawn Clement
Shawn K. Clement est un compositeur américain né le 4 octobre 1968 à Milford, Massachusetts (États-Unis).

## Filmographie

### comme compositeur
- 1952 : Haine et Passion ("The Guiding Light") (série TV)
- 1996 : "As the World Turns" (1956) TV Series
- 1958 : Blue Peter (série TV)
- 1996 : "Another World" (1964) TV Series
- 1974 : Pobol y Cwm (série TV)
- 1981 : Entertainment Tonight (série TV)
- 1992 : Génération musique (série TV)
- 1992 : Rock 'n' love ("The Heights") (série TV)
- 1993 : Crime & Punishment (série TV)
- 1994 : Extra (série TV)
- 1995 : The Crier
- 1995 : God of Rockabilly
- 1995 : No Way Back
- 1996 : The Savage Dragon (série TV)
- 1996 : Women (série TV)
- 1996 : One Way Out
- 1997 : Oblivion
- 1997 : World's Scariest Police Chases... (série TV)
- 1997 : Critics and Other Freaks
- 1997 : Madam Savant
- 1998 : World's Wildest Police Videos (série TV)
- 1998 : Sand Trap
- 1998 : Wind on Water (série TV)
- 1998 : World's Deadliest Storms (TV)
- 1999 : World's Deadliest Earthquakes (TV)
- 1999 : World's Most Amazing Videos (série TV)
- 1999 : When Good Pets Go Bad (TV)
- 1999 : The Inside Line (vidéo)
- 1999 : World's Most... (série TV)
- 2000 : When Good Pets Go Bad 2 (TV)
- 2000 : Best Kept Secrets (série TV)
- 2000 : Child of Our Time (série TV)
- 2000 : Getting a Ticket In America (TV)
- 2000 : Comedy Bytes (série TV)
- 2000 : We Married Margo
- 2000 : World's Scariest Ghosts: Caught on Tape (TV)
- 2001 : Emergency Videos (série TV)
- 2001 : House of Horrors (série TV)
- 2001 : Stuntmen's World Tour (série TV)
- 2001 : Million Dollar Mysteries (série TV)
- 2001 : Code rouge (Code Red) (TV)
- 2001 : Conspiracy Theory: Did We Land on the Moon? (TV)
- 2001 : Getaway (série TV)
- 2002 : The Fritz Pollard Story (série TV)
- 2002 : Rods! (série TV)
- 2002 : The Glutton Bowl (TV)
- 2002 : American Idol: The Search for a Superstar (série TV)
- 2002 : Justifiable Homicide
- 2003 : Dumber and Dumber (série TV)
- 2003 : Are You Hot? The Search for America's Sexiest People (série TV)
- 2003 : Kvarteret skatan (série TV)
- 2003 : Stupid Behavior: Caught On Tape (série TV)
- 2003 : Newlyweds: Nick & Jessica (série TV)
- 2003 : One Time Session
- 2003 : Greatest Moments 2003 (TV)
- 2004 : Megas XLR (série TV)
- 2004 : $25 Million Dollar Hoax (série TV)
- 2005 : Stupid Behavior: Caught On Tape (TV)
- 2005 : A Fate Totally Worse Than Death
- 2005 : Queer Eye for the Straight Girl (série TV)
- 2005 : Memoryman 1
- 2005 : Brainiac: History Abuse (série TV)
- 2005 : Charming
- 2006 : Perverse Karla (Karla)
- 2006 : American Idol Extra (série TV)
- 2006 : Naked Beneath the Water